# Cropia perfusa
Cropia perfusa är en fjärilsart som beskrevs av Dyar 1910. Cropia perfusa ingår i släktet Cropia och familjen nattflyn. Inga underarter finns listade i Catalogue of Life.